# HC Overbetuwe
HC Overbetuwe is een Nederlandse hockeyclub uit de Gelderse plaats Elst.
De club werd opgericht op 25 augustus 2007 en speelt op Sportpark De Pas waar ook een voetbalvereniging (SV Spero) is gevestigd. Het eerste heren- en damesteam komen uit in de Vierde klasse van de KNHB.